# سليمان الغزي
المطران سليمان الغزي
هو سلمان بن حسن الغزي (من أهل القرن الثامن الهجري الرابع عشر الميلادي)، شاعر كاتب مسيحي أرثوذكسي. كان أسقف غزة؛ وفيها يقول:
يا بيعة الله اسمعي ... ما يقوله في الكتاب الأسقفُ
فهو المخاطب عن مسيح الله في ... ناموسه وهو الأغر الأشرف
من آثاره: ديوان شعر ومقالات في وحدانية الخلق والتجسد والتصلب، وفي الإنسان والعالم؛ وقد اعتلى كرسي الأبرشية بعد الثمانين، أي بعد وفاة زوجته؛ يستفاد ذلك من قوله:
قد كنت ربيت ابنا قلت ينفعني ... بعد الممات فمات الابن من دوني
دفنته ابن عشرين وها أنا ... شيخ بلغت إلى عمر الثمانين
واشتهيت أُتم العمر معتصما ... بتوبة في ديارات الرهابين
لولا حيم أراعيهم وأحفظهم ... فهم عن الزهد في الدنيا يعيقوني
حقق مؤلفاته على أقدم المخطوطات وقدم لها ووضع فهارسها المطران نافيطوس أدلبي، ونشرتها المكتبة البوليسية في لبنان في سلسلة التراث العربي المسيحي، الأعداد 7-8-9، وساعد في نشرها المعهد البابوي الشرقي في روما، سنة 1984.